# Leucodecton albidulum
Leucodecton albidulum är en lavart som först beskrevs av William Nylander och som fick sitt nu gällande namn av Armin Mangold. 
Leucodecton albidulum ingår i släktet Leucodecton och familjen Graphidaceae. Inga underarter finns listade i Catalogue of Life.